# My Apocalypse
My Apocalypse – singiel amerykańskiego zespołu Metallica, z ich dziewiątego albumu studyjnego – Death Magnetic. W dniu 26 sierpnia 2008 został udostępniony na oficjalnej stronie internetowej zespołu.